# Jan Ciepły
Jan Ciepły (ur. 20 kwietnia 1907) – polski „Sprawiedliwy wśród Narodów Świata”.

## Życiorys
Przed wojną był zarządcą majątku dworskiego w Opatkowicach k. Proszowic (majątek Gostkowskich, przed wojną właścicielem byli Konopkowie. Konopka był zięciem Gostkowskiego). Był członkiem PPS-WRN. Uczestniczył w akcji pomocy z ramienia krakowskiej „Żegoty”. W trakcie II wojny światowej pomagał swojemu dawnemu znajomemu, Żydowi Mayerowi Goldsztajnowi. Napotkał go wiosną 1943 r., gdy ten pracował fizycznie w Proszowicach nieopodal Krakowa (dystrykt krakowski, Generalne Gubernatorstwo). Ciepły posiadał niewielkie gospodarstwo rolne na przedmieściach Krakowa, w Rzędowicach niedaleko Proszowic (u teściów - nazwisko Małek). Zaoferował mu schronienie, na co Mayer przystał. Zorganizował mu kryjówkę w jednej z przybudówek gospodarczych. Na miejscu okazało się, że Ciepły ukrywa w niej przed Niemcami już dwójkę innych Żydów: Josefa i Yocheveda Weichselbaumów, którzy ukrywali się tam od 1941 r. Cała trójka przebywała w kryjówce do stycznia 1945 r. i wkroczenia Armii Czerwonej.
3 kwietnia 1967 r. Instytut Jad Waszem uhonorował Jana Ciepłego medalem „Sprawiedliwy wśród Narodów Świata”.